# Qutb
Qutb (àrab: قطب, quṭb, ‘eix’, ‘pol’) és un mot àrab que fa referència als moviments celestes i es fa servir com un terme astronòmic o bé com a símbol espiritual, amb el significat de ‘mestre espiritual’. En el sufisme, un qutb és l'ésser humà perfecte, al-insān al-kāmil, que porta la «santa jerarquia», és a dir que indica el grau màxim en la jerarquia sufí. En aquest sentit, en el sufisme es pot donar aquest títol al fundador d'una confraria. Només hi ha un qutb per època i és un líder espiritual infal·lible que només és revelat a un petit grup de místics seleccionats.